# Julia Molkhou
 (juin 2014).
Julia Molkhou, née le 30 décembre 1984 à Paris 14e, est une actrice, chroniqueuse et animatrice de télévision française.
D'octobre 2018 à juin 2019, elle est chroniqueuse dans l'émission Bons baisers d'Europe sur France 2.

## Émissions de télévision  et de radio
En 2010, elle est repérée par la dénicheuse de talent de Canal + qui lui propose d'être la miss météo de La Matinale, ce qu'elle accepte. En 2013-2014, elle est miss météo dans l'émission de Canal+ La Nouvelle Édition présentée alors par Ali Baddou,.
En 2015, elle est animatrice sur France 4, chaîne sur laquelle elle présente le programme TVLab 2015 et une chronique sur les sessions off du Festival d'Avignon 2015.
Durant la saison 2016, elle anime la rubrique « culture » dans l'émission matinale de LCI, elle a été repérée par le présentateur après ses chroniques sur France Inter. En mai 2017, elle est renvoyée de LCI et ferme son compte Twitter après avoir émis des messages anti-FN lors de l'entre deux-tours de l'élection présidentielle[réf. nécessaire].
Les été 2017 et 2018, elle anime l'émission Le Mag de l'été sur France Inter, en remplacement de Leïla Kaddour-Boudadi.
À la rentrée 2017, elle intègre la bande de chroniqueuses de William Leymergie dans l'émission William à midi sur C8 pour une chronique culturelle.
D'octobre 2018 à juin 2019, Julia Molkhou est chroniqueuse dans le magazine 
Bons baisers d'Europe présenté par Stéphane Bern le samedi après-midi sur France 2. En parallèle, elle rejoint l'équipe des chroniqueurs de Ça balance à Paris sur Paris Première.
En mai 2019, elle est la porte-parole de la France pour l'annonce des points du jury français lors de la finale de la 64e édition du Concours Eurovision de la chanson, succédant à Élodie Gossuin qui officiait depuis 2016.
Pendant la saison 2019/2020, elle tient une chronique culturelle quotidienne, l'œil de Molkhou, dans RTL Soir aux côtés du journaliste Thomas Sotto. Sa chronique bascule dans RTL Matin, chaque weekend en 2020, jusqu'en juillet 2022, où elle n'apparait plus dans les grilles de la radio.
En 2023, elle lance un podcast intitulé Tant qu'il y aura des hommes.

## Filmographie

### Cinéma
- 2005 : Brice de Nice de James Huth : Gladys, la reine du kiss
- 2006 : Fauteuils d'orchestre de Danièle Thompson : Margot
- 2009 : Le Missionnaire de Roger Delattre : une des trois "filles" (Giovanna)
- 2009 : Transfert (court métrage) de Pierre Zandrowicz : la sœur des enfants
- 2009 : Le Secret de l'Arche de Tobias Baumann : Anahit Sarian
- 2012 : La Mémoire dans la chair de Dominique Maillet : Nieves
- 2023 : Second Tour d'Albert Dupontel : Chroniqueuse France+

### Télévision
- 2005 : Vénus et Apollon - épisode Soin éternel de Olivier Guignard
- 2006 : Boulevard du Palais - épisode L'affaire Isabelle Duhesmes de Philippe Venault : Isabelle Duhesmes
- 2007 : Section de recherches (série télévisée), saison 2 épisode 1 Apparences de Gérard Marx : Prisca Ariac
- 2008 : Braquage en famille (téléfilm) de Pierre Boutron : Justine Jacquin
- 2008 : Chez Maupassant (série télévisée), épisode L'Ami Joseph de Gérard Jourd'hui : Suzon
- 2011 : Le Secret de l’arche (téléfilm) de Tobi Baumann : Anahit Sarian
- 2011 : Commissaire Magellan, saison 3, épisode 5 Mort subite d'Étienne Dhaene : Sandra Barbier
- 2014 : Le Sang de la vigne, saison 5, épisode Chaos dans le vin noir de Marc Rivière : Graziella
- 2016 : Scènes de ménages : Élise, la chargée de communication de José